# Łucznictwo na Letnich Igrzyskach Olimpijskich 1996

## Mężczyźni

### indywidualnie
| Lp. | Państwo           | Zawodnik         |
| --- | ----------------- | ---------------- |
| 1   | Stany Zjednoczone | Justin Huish     |
| 2   | Szwecja           | Magnus Petersson |
| 3   | Korea Południowa  | Oh Kyo-moon      |

### drużynowo
| Lp. | Państwo           | Zawodnicy                                       |
| --- | ----------------- | ----------------------------------------------- |
| 1   | Stany Zjednoczone | Justin Huish Butch Johnson Rod White            |
| 2   | Korea Południowa  | Jang Yong-ho Kim Bo-ram Oh Kyo-moon             |
| 3   | Włochy            | Matteo Bisiani Michele Frangilli Andrea Parenti |

## Kobiety

### indywidualnie
| Lp. | Państwo          | Zawodniczka      |
| --- | ---------------- | ---------------- |
| 1   | Korea Południowa | Kim Kyung-wook   |
| 2   | Chiny            | He Ying          |
| 3   | Ukraina          | Ołena Sadownycza |

### drużynowo
| Lp. | Państwo          | Zawodniczki                                   |
| --- | ---------------- | --------------------------------------------- |
| 1   | Korea Południowa | Kim Jo-sun Kim Kyung-wook Youn Hye-young      |
| 2   | Niemcy           | Barbara Mensing Cornelia Pfohl Sandra Wagner  |
| 3   | Polska           | Iwona Dzięcioł Katarzyna Klata Joanna Nowicka |